# 克里永 (瓦兹省)
克里永（法語：Crillon，法語發音：[kʁijɔ̃]）是法国瓦兹省的一个市镇，属于博韦区。

## 地理
克里永（49°31'13"N, 1°55'47"E）面积8.66 平方千米，位于法国上法蘭西大區瓦兹省，该省份为法国北部内陆省份，北起索姆省，西接厄尔省和滨海塞纳省，南至塞纳-马恩省和瓦兹河谷省，东临埃纳省。
与克里永接壤的市镇（或旧市镇、城区）包括：阿希、博尼耶尔、格拉蒂尼、昂瓦勒、欧库尔、马尔坦库尔、维莱叙博尼耶尔。
克里永的时区为UTC+01:00、UTC+02:00（夏令时）。

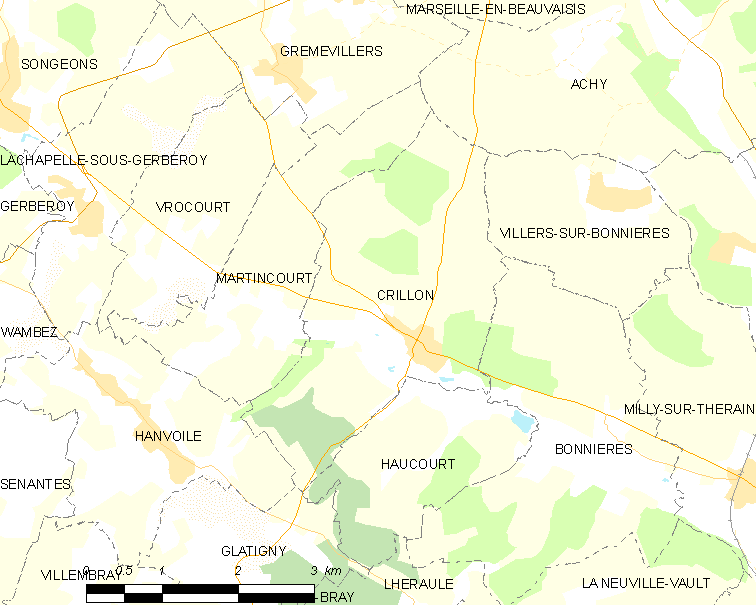
克里永的OSM定位图

## 行政
克里永的邮政编码为60112，INSEE市镇编码为60180。

## 政治
克里永所属的省级选区为格朗维利耶县。

## 人口

1962-2008年间克里永人口变化图示

克里永于2022年1月1日时的人口数量为488人。